# Липаткин, Фёдор Акимович
Фёдор Акимович Липаткин (1918—1952) — Гвардии капитан Советской Армии, участник советско-финской и Великой Отечественной войны, Герой Советского Союза (1940).

## Биография
Фёдор Липаткин родился 31 марта 1918 года в селе Новоселки (ныне в черте пгт Шилово Рязанской области). После окончания шести классов школы и курсов трактористов работал по специальности. В 1938 году Липаткин был призван на службу в Рабоче-крестьянскую Красную Армию. Участвовал в боях советско-финской войны, во время которой был назначен исполняющим должность командира разведроты 136-го стрелкового полка 97-й стрелковой дивизии 13-й армии Северо-Западного фронта.
Во главе группы из 11 разведчиков Липаткин возвращался из разведки. В районе деревни Нау Нилла на Карельском перешейке группа попала в окружение. Отправив с разведданными двух разведчиков, Липаткин с остальными бойцами принял бой. Когда у группы кончились боеприпасы, она продолжала сражаться гранатами, продержавшись до подхода подкреплений.
Указом Президиума Верховного Совета СССР от 7 апреля 1940 года за «образцовое выполнение боевых заданий командования на фронте борьбы с финской белогвардейщиной и проявленные при этом отвагу и геройство» красноармеец Фёдор Липаткин был удостоен высокого звания Героя Советского Союза с вручением ордена Ленина и медали «Золотая Звезда» за номером 454.
В 1941 году Липаткин окончил Ульяновское танковое училище. Участвовал в боях Великой Отечественной войны. 25 августа 1952 года капитан Фёдор Липаткин погиб при исполнении служебных обязанностей. Похоронен на городском кладбище Новоград-Волынского.
Был также награждён орденом Отечественной войны 2-й степени и рядом медалей.
В честь Липаткина названа улица в посёлке Шилово Рязанской области. Почётный гражданин города Звягель.